# Pécsi KISZÖV Néptáncegyüttes
A Pécsi KISZÖV (Pannónia) Néptáncegyüttes 1958–1992 között meghatározó szerepet töltött be Pécs és Baranya megye néptáncéletében. Táncosai, koreográfusai az országos megmérettetéseken nemegyszer a képzeletbeli dobogó legfelső fokán álltak.

## Története
A Pécsi KISZÖV Néptáncegyüttes 1958-ban alakult meg. Elsőként Bázsa Éva színművésznő, koreográfus, a Pécsi Nemzeti Színház tagja vezette az együttest, őt Gill Imre, a Mecsek Táncegyüttes alapító tagja, majd Siptár Ernőné követte. A tánccsoport művészeti arculatát Gerner István művészeti vezető, valamint Bodonyi István tánckarvezető alakította ki; az 1960-as évek közepétől 1980-ig a Pécsi KISZÖV nemcsak helyben, hanem országos szinten – évről évre rangosabb versenydíjakat és egyre magasabb minősítési fokozatot elérve – a legrangosabb amatőr együttesek sorába emelkedett. A repertoárban magyarországi, és határon túli magyar néptáncok, valamint Magyarországon élő nemzetiségek táncai szerepeltek, de foglalkoztak tematikus táncok színpadra állításával is.
Az elismerések sora igen gazdaggá vált: 1970-ben megnyerték a Magyar Televízió Ifjúság 70 vetélkedőjét, 1972-ben pedig az állami minősítési rendszerben az Ezüst II., 1974-ben az Ezüst I., majd 1976-ban az Arany III. minősítést sikerült megszerezniük. A Pécsi KISZÖV Néptáncegyüttes művészeti tevékenységét, töretlen fejlődését a Népművelési Intézet 1976-ban és 1977-ben Nívódíjjal ismerte el, a Kulturális Minisztérium 1978. augusztus 20-án a Szocialista Kultúráért kitüntetéssel jutalmazta az együttest.
Bodonyi István és Gerner István távozása után 1980-ban a Pécsi KISZÖV Néptáncegyüttes művészeti vezetője Molnár János lett, aki a régi számok felújítása mellett olyan középiskolásokból álló utánpótlásról gondoskodott, amellyel az együttes újra megerősödött. 1984-ben Molnár Jánost Szabó Sándor váltotta a tánccsoport élén, amely ekkortól a Pécsi KISZÖV-Pannónia nevet vette fel. Az együttes műsora megújult, létszáma kibővült, s a szakmai sikerek sem maradtak el: sikerült megszerezniük a XII. Zalai Kamaratánc Fesztivál nagydíját a Hidegen fújnak a szelek című tánc előadásáért, Szabó Sándor pedig 1990-ben a XIV. Zalai Kamaratánc Fesztivál II. díját vehette át legényes táncáért. 1986-ban a tánccsoportnak sikerült elnyernie Kiváló Együttes címet, valamint az Arany II. minősítést.
A Pécsi KISZÖV Néptáncegyüttes tagjai a hosszú évtizedek során több ízben léptek fel külföldön: többek között az Amerikai Egyesült Államokban, Angliában, Bulgáriában, Csehszlovákiában, Finnországban, Franciaországban, Görögországban, Jugoszláviában, Lengyelországban, Máltán, Németországban, Törökországban adtak nagysikerű műsort.
Az együttes 1992-ben – fenntartó hiánya miatt – megszűnt.
2000-ben a tánccsoportot korábbi tagja és tánckarvezetője, Donáczi Károly  Pannónia Táncegyüttest Archiválva 2015. január 1-i dátummal a Wayback Machine-ben néven újjászervezte, fenntartója a Pécsi Vasutas Művelődési Ház lett.